# Sankt Veit im Pongau
Sankt Veit im Pongau è un comune austriaco di 3 669 abitanti nel distretto di Sankt Johann im Pongau, nel Salisburghese; ha lo status di comune mercato (Marktgemeinde). Dal suo territorio nel 1906 è stata scorporata la località di Schwarzach im Pongau, divenuta comune autonomo.